# La segunda creación
El libro "La segunda creación" cuenta la historia dentro del proyecto que produjo a Dolly de manera novelesca pero con inmenso rigor científico, documentando con precisión los procedimientos requeridos para la clonación a partir de una célula de una oveja adulta y recorriendo el estado del arte de esta rama de la biología.

## Contexto histórico de la clonación
En 1841 Robert Remak describe la división celular y en 1855 Rudolf Carl Virchow formula el dogma "omnis cellula e cellula" que descifrado significa "todas las células proceden de células".
Karl Ernst von Baer en 1827 publica su libro "ove mammalium et hominis genesi'' (sobre el origen del óvulo de los mamíferos y humanos), donde se describe como todos los mamíferos de desarrollan a partir de una sola célula que es el óvulo. También documentó el orden y la manera en la que se desarrollan los tejidos a medida que ocurre la división celular, dando origen a la Embriología comparada esclareciendo relaciones entre especies según sus congruencias embrionarias.

## Desarrollo
Todo comienza con un óvulo femenino que es fecundado por un espermatozoide masculino lo cual es el acto de la concepción y da origen al zigoto. Luego el zigoto unicelular se divide muchas veces, lo que se denomina segmentación y así formando una bola de células denominada como la "mórula" que sigue desarrollándose y da origen al "blastocisto".
Durante la etapa de "blastocisto" el embrión se incrusta en la pared del útero materno, esto es cierto para muchos mamíferos incluyendo humanos, pero en rumiantes, ovinos y bovinos la implantación del embrión solo ocurre hacia la cuarta semana, cuando el embrión ha alcanzado ya una longitud de varios centímetros. 
Durante el desarrollo del blastocisto ocurre una invaginación o ahuecamiento que da origen a la "blástula", luego esta se repliega sobre sí misma y para dar origen a múltiples capas originando así la "gástrula". En la etapa de "gástrula" el organismo empieza a mostrar su polaridad y tomar la forma del organismo en el que se convertirá.
Una de las preguntas más pertinentes al tema es  ¿cómo ocurre la diferenciación? que lleva a otra pregunta de gran interés ¿cómo se mantiene la totipotencia? Ocurre que dentro del desarrollo algunas células se mantienen como productoras de células, algunas pueden hacer varios tipos de células, otras menos tipos de células, pero unas células llamadas células madre pueden dar origen a cualquier célula del organismo y hasta producir nuevas células madre. En etapas tempranas del desarrollo todas las células son totipotentes, pero poco a poco van diferenciándose las células y solo algunas mantienen su pluripotencia.
Un pionero en el tema fue August Weismann que distinguió las células germinales de las células somáticas. Las células germinales contienen los gametos y las células que dan origen a los gametos (las cuales son células madre para las células gameticas), las somáticas son células del tejido y son las que se reproducen por mitosis. Este gran descubrimiento diferenció lo que es la herencia genética y lo que es la plasticidad fenotípica, es decir así un padre ejercite muchísimo y forme unos músculos inmensos y bien definidos, no podrá heredar el ejercicio que el hizo a su prole, podría sin embargo heredar a su hijo una predisposición para el ejercicio. Esto es contrario a las teorías de Jean-Baptist Lamarck quien aseguraba que los hijos heredaban las características que sus padres adquirían durante sus vidas.
Weinsmann casi intuitivamente propuso que un cigoto contenía la información genética para todo tipo de tejido de un organismo, pero se equivocó proponiendo que las células perdían dicha totipotencia perdiendo contenido genético, lo cual hoy en día se sabe no ser cierto.
A raíz de las propuestas de Weismann, un embriólogo llamado Wilhelm Roux realizó el experimento que parecía el adecuado para comprobar la propuesta anterior. el trabajo con óvulos de rana, aprovechando que son grandes y por ende fáciles de manipular, Roux destruyó con una aguja al rojo vivo una célula de un embrión bicelular de rana y espero a ver si este se desarrollaba, el resultado fue solo media rana, lo que aparentemente apoyaba la propuesta de Weinsmann, 
Otro científico logró poner a prueba la afirmación de pérdida del contenido hereditario con óvulos de erizo de mar, su nombre fue Hans Driesch. Los huevos de erizo son más pequeños que los de rana, así que no se podía repetir el experimento de Roux con estos, lo que hizo fue agitar el embrión tetra celular hasta separar las cuatro células y esperar a su desarrollo, lo que obtuvo fue cuatro individuos completos, negando así la teoría de perdida de genes como razón para la diferenciación de las células. Lo que ocurrió con el experimento de Roux es que quemó mitad de embrión y esto daño el embrión creando la ilusión de que la célula perdió información genética, pero lo que se dañó fue el mecanismo, mas no se perdió información genética.
Podría decirse que Driesch fue el primero en clonar satisfactoriamente erizos de mar.
Más adelante Hans Spemann, hijo de un librero, descubrió que si un tejido joven se trasplanta de un lugar a otro cambia su naturaleza. Lo cual demostraba que al menos por un tiempo los tejidos embrionario retienen flexibilidad en cuanto a su diferenciación.
Spemann trabajo con embriones bicelulares de salamandra, separó dos blastómeros usando cabello de bebe, y logró desarrollar un embrión completo a partir de cada uno de los dos blastómeros. Como las salamandras eran más parecidas a las ranas esto fue de gran importancia para negar las teorías de Weinsmann.
Jacques Loeb, de la universidad de Chicago, logró inducir una partenogénesis en erizos de mar simulando la fecundación del óvulo, con tan solo simular una entrada de espermatozoide con un rompimiento de la membrana del óvulo se iniciaba la división celular, esta simulación la logró añadiendo cloruro de magnesio al agua donde estaban los huevos de erizo, más adelante se encontró que esto también puede hacerse con una concentración de calcio en el medio del huevo.
Loeb logro en algunos de los casos producir embriones que se desarrollaban bien. En unos casos al alterar el agua se producía una "hernia" en el huevo donde quedaba aislada parte de las células en división, y en algunos casos logró producir embriones viables a partir de dicha hernia. Lo cual sugería que las células embrionarias pueden retener la totipotencias hasta después de varias divisiones y que la diferenciación se ve afectada por el citoplasma de la célula.
En los años cincuenta Robert Briggs y Jack Schultez decidieron transferir el núcleo de una célula somática adulta a un óvolo enucleado. Utilizaron óvulos de rana por su tamaño, Con la ayuda de Thomas J. King. Enuclearon un óvulo, luego de una blástula sacaron núcleos con una pipeta y tenían que quitar la membrana de la célula sin dañarla. Hoy día se puede abrir momentáneamente la membrana químicamente o con un shock eléctrico. En 1951 lograron el primer embrión reconstruido por transferencia de núcleo y así dando fuerza a la retención del contenido genético y más bien una regulación de la expresión de dichos genes.